# Даблдэй, Джон
Джон Даблдэй (англ. John Doubleday; 9 октября 1947, Лэнгфорд (Эссекс), Великобритания) ― британский скульптор и художник, мастер скульптурного портрета.

## Жизнь и творчество
Джон Даблдэй родился в небольшом посёлке Лангфорд близ городка Молдон, в Восточной Англии. Изучал скульптуру в лондонском колледже Голдсмитс, творческим примером ему служил французский скульптор-портретист Шарль Деспио, работы которого изучал в музее Бурделя, в Париже.
Первая персональная выставка мастера прошла в галерее Уотерхаус и Додд, в Лондоне, в 1968 году. Работы Дж. Даблдэя, как правило, выставлены в общественных местах, где легко доступны зрителям. Для своих произведений материалом использует бронзу. Как правило, это известные политики, деятели культуры, учёные, в некоторых случаях даже -любимые многими литературные персонажи. Среди них — Принц Филипп, герцог Эдинбургский, супруг королевы Елизаветы II, Джеральд Даррелл, Дилан Томас, Чарли Чаплин, Нельсон Мандела, Голда Меир, Горацио Нельсон (в Гибралтаре), Лоренс Оливье, группа Beatles и др., а также два памятника Шерлоку Холмсу, в Англии и в Швейцарии.
Он создал двухмерное и трехмерное искусство, и когда он создал статую Нельсона, он согласился, что сумма будет отдана на благотворительность. 

## Галерея

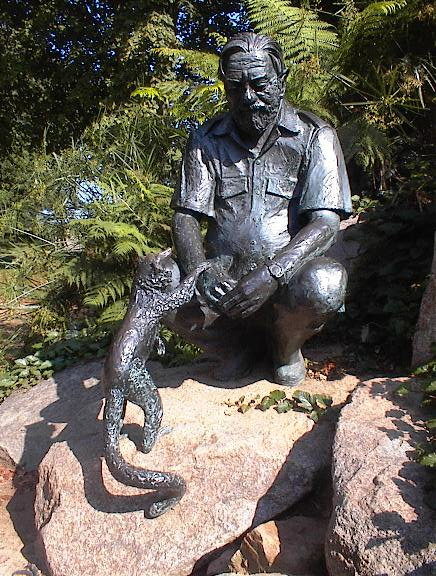
Памятник Джеральду Дарреллу на острове Джерси
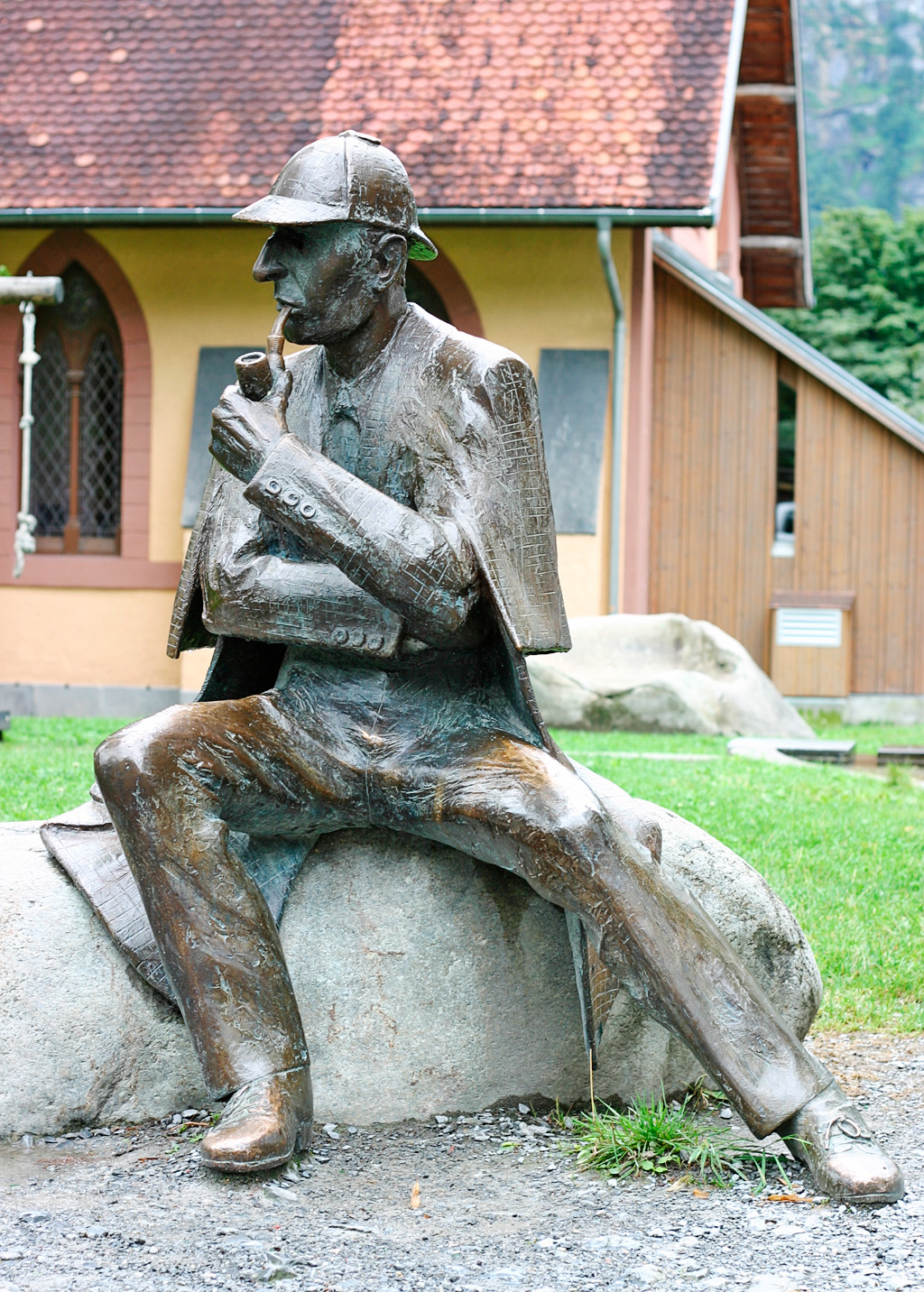
Статуя Шерлока Холмса в Мейрингене, Швейцария, близ Рейхенбахского водопада
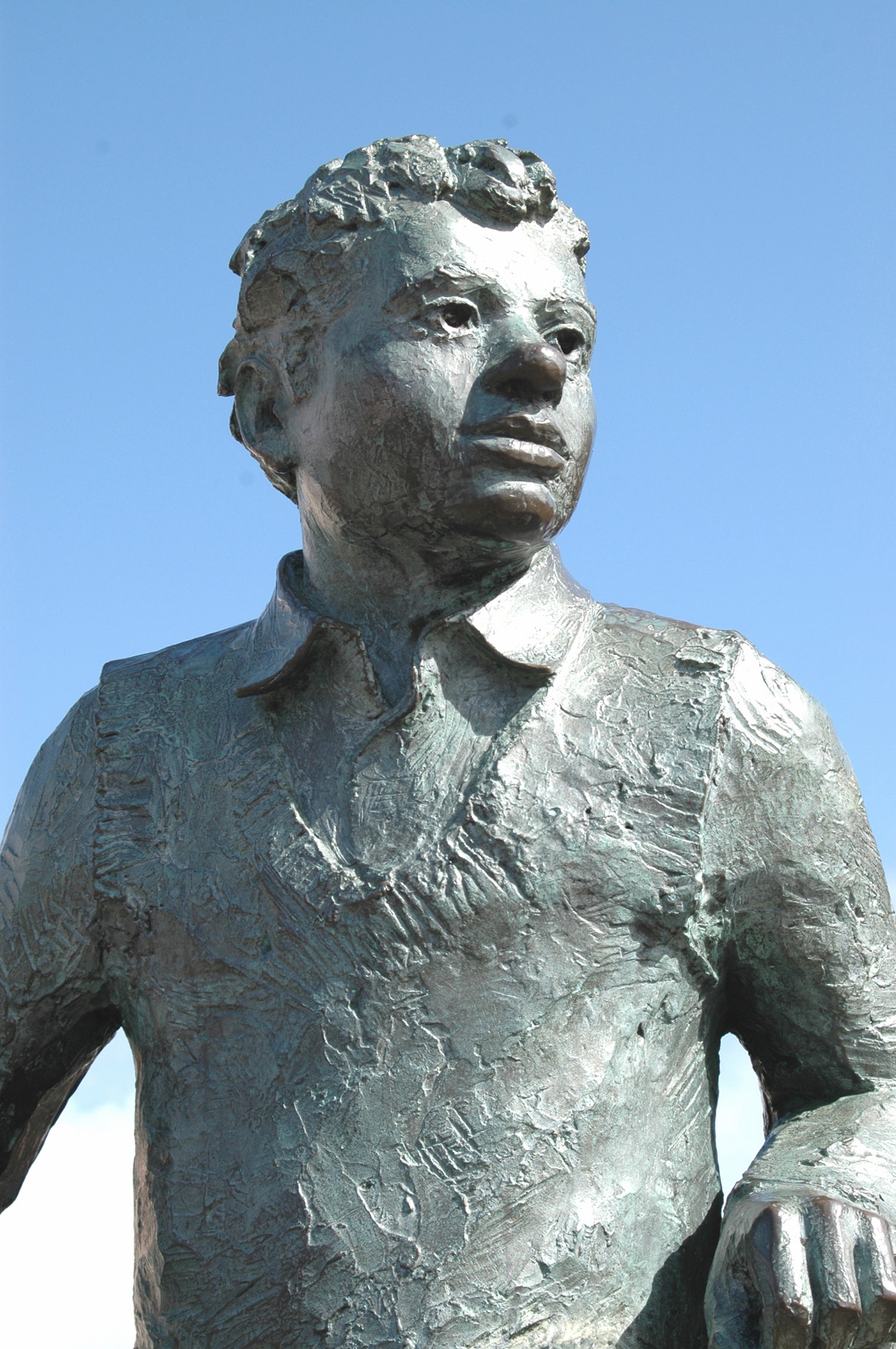
Скульптура Дилана Томаса, Суонси
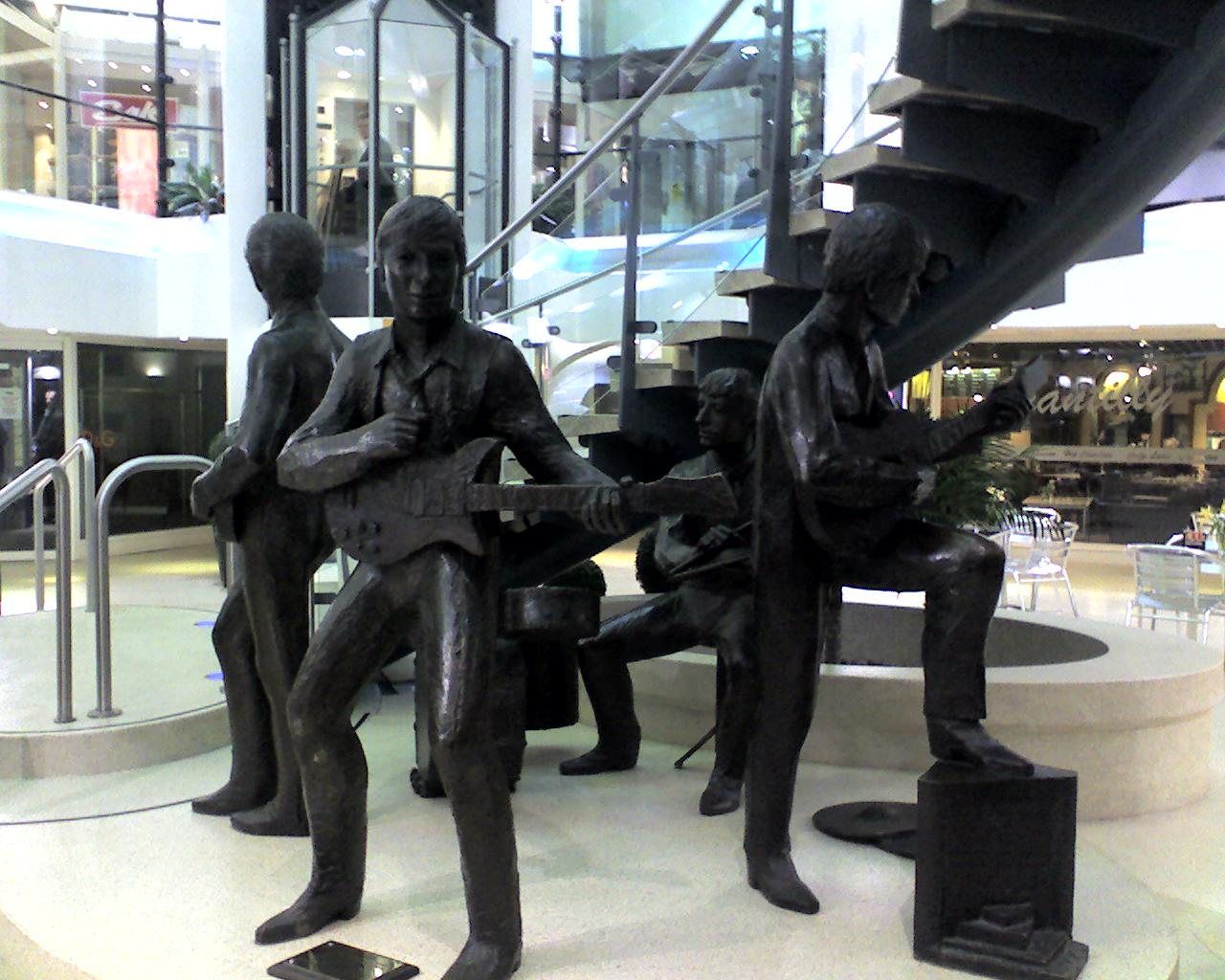
Группа Битлз, Ливерпуль
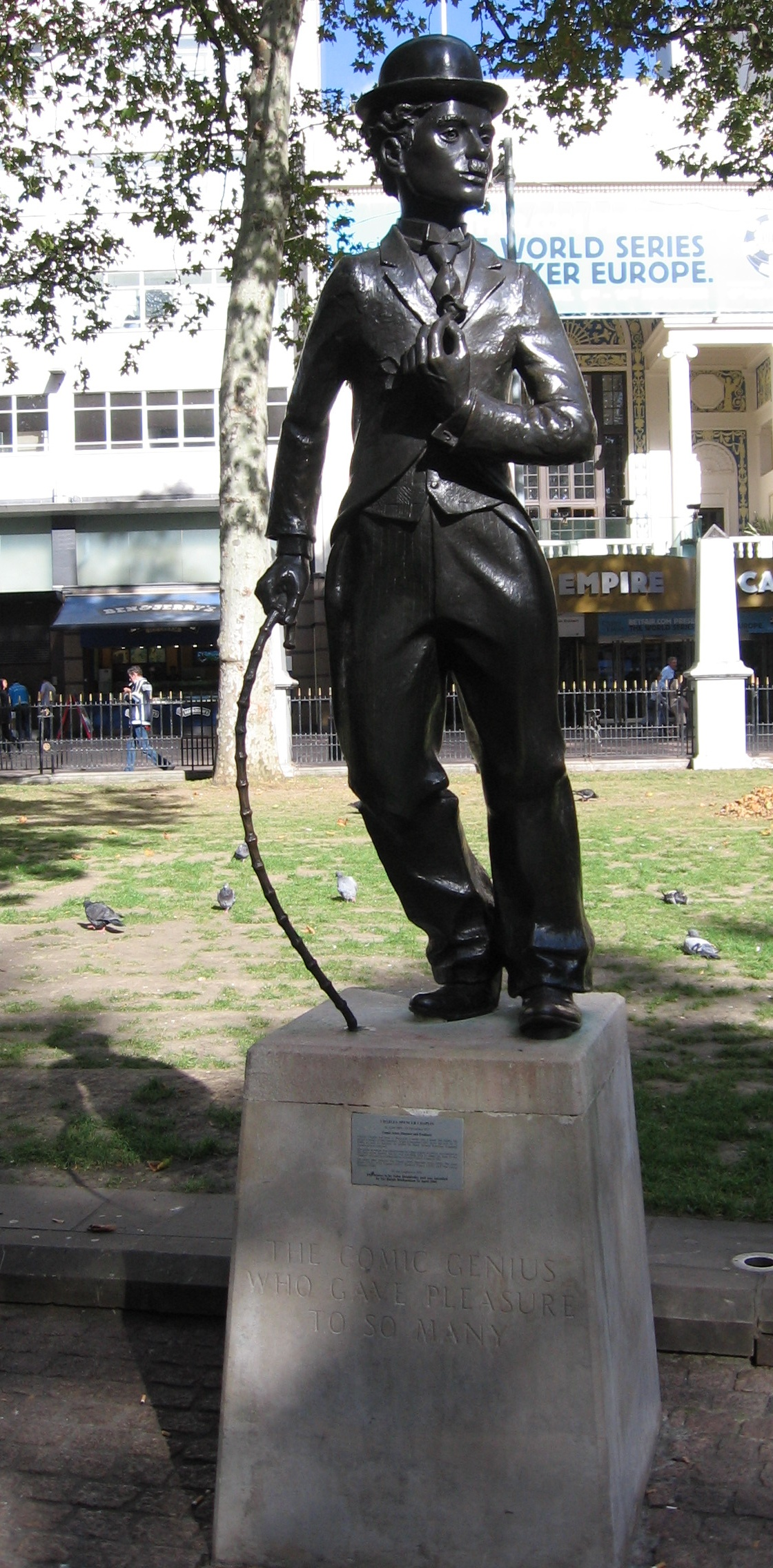
Памятник Чарли Чаплину, Лондон
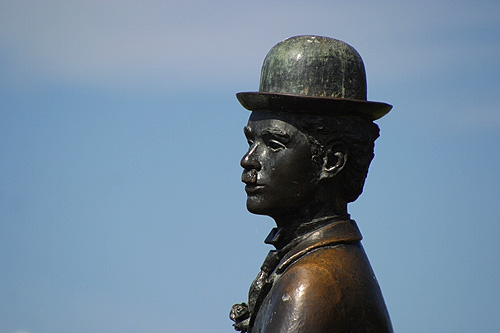
Скульптура Чарли Чаплина в Веве, Швейцария